# Північний Епір

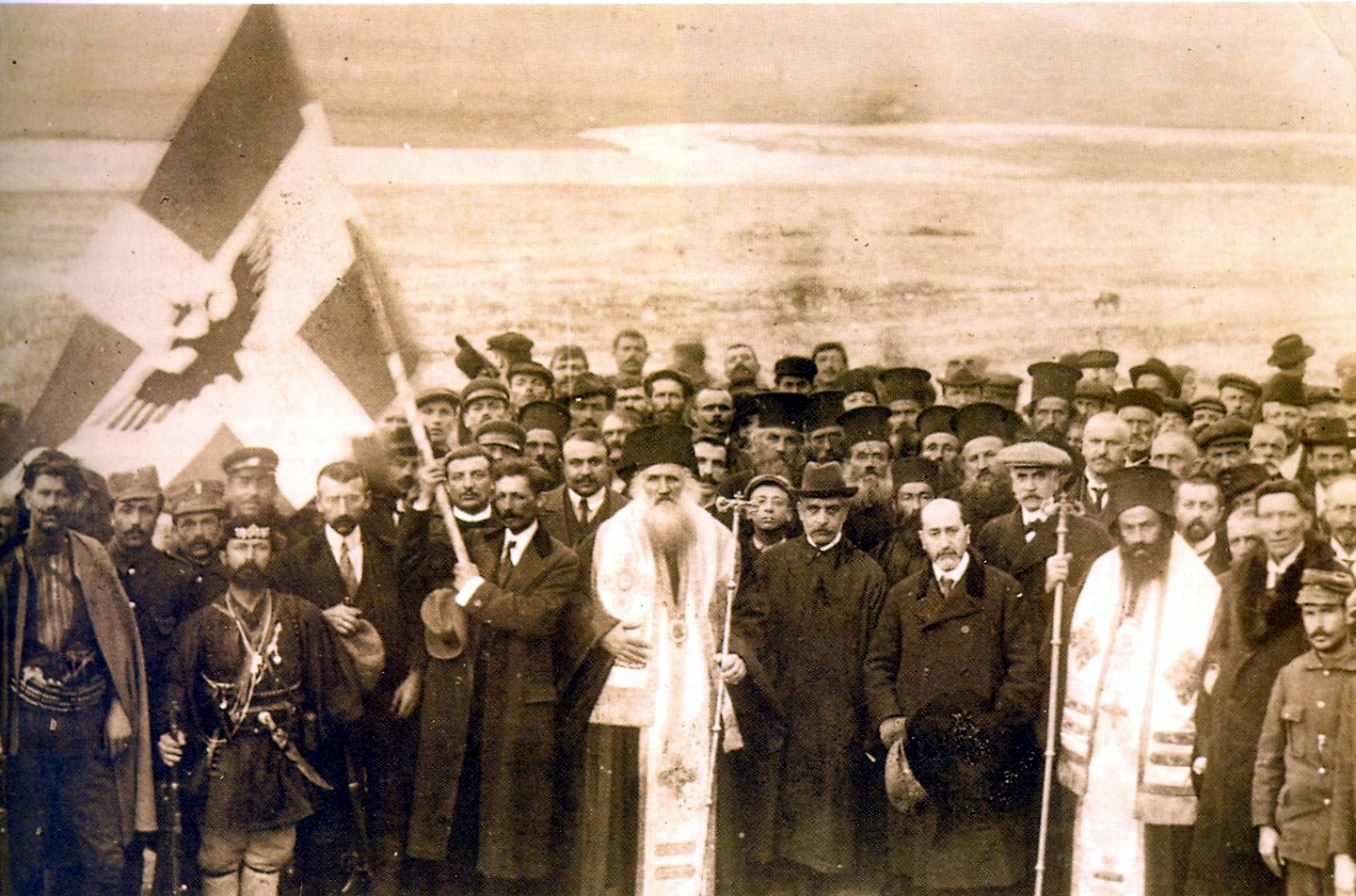
Офіційне проголошення автономії у Гірокастрі (1 березня 1914 року)

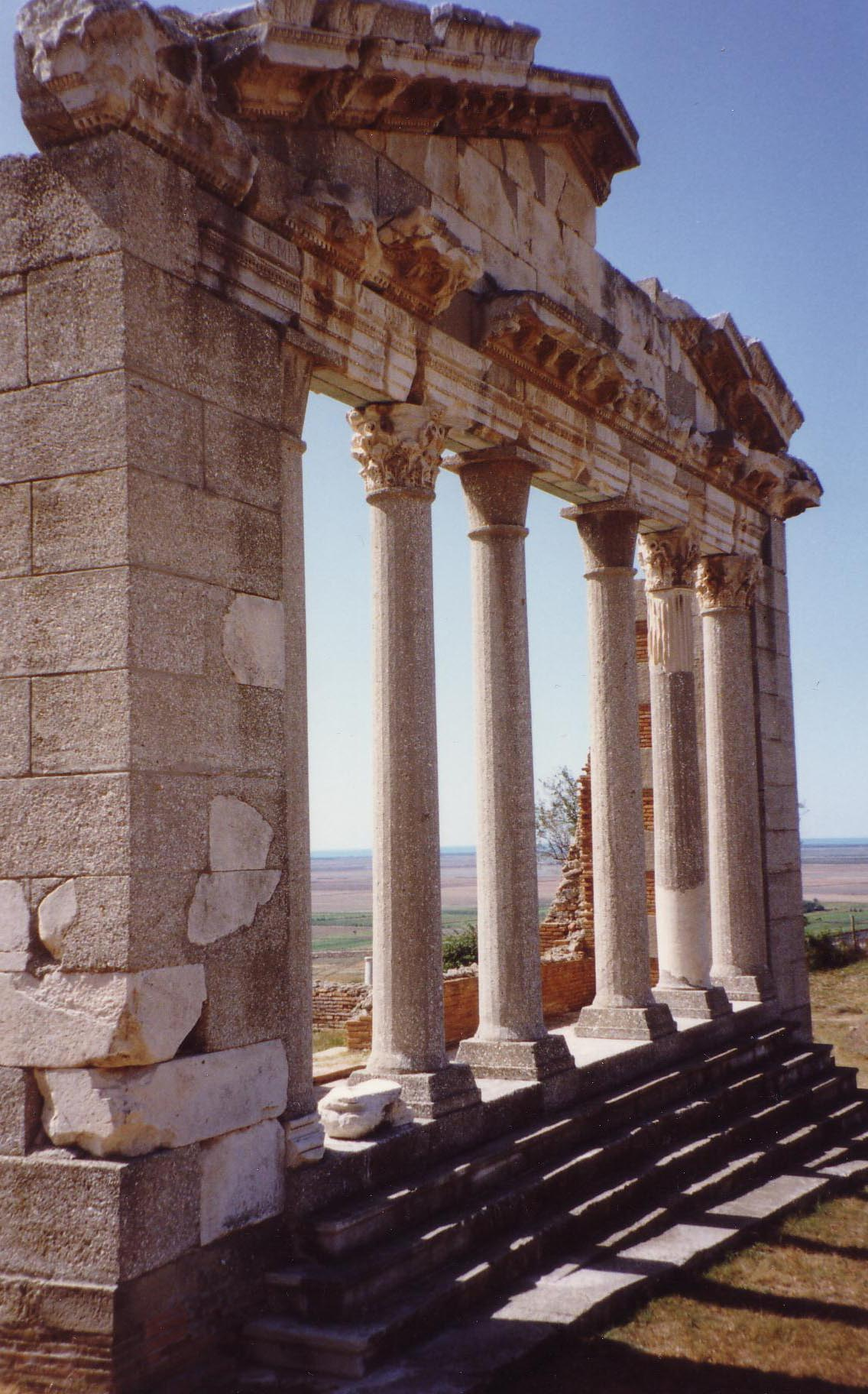
Давньогрецький храм в Аполлонії

Північний Епір (грец. Βόρειος Ήπειρος, Vorios Ipiros) — назва, якою греки називають південну Албанію, де є грецькі меншини.
Грецька армія окупувала Північний Епір у 1913 році в ході першої балканської війни, але була змушена залишити його 1914 року за наполяганням великих держав.
Північний Епір був також окупований грецькою армією у 1940—1941 роках в ході Італійсько-грецької війни, але залишений після нападу Німеччини на Грецію.
Фустанелла, традиційний грецький та албанський костюм, походить із цієї області.
Пращури арнаутів Греції іммігрували з цієї області до Центральної Греції у Середньовіччя.